# Nordiska mästerskapen i brottning 1977
Nordiska mästerskapen i brottning 1977 hölls den 2 april 1977 i Kotka i Finland. Det var den 20:e upplagan av tävlingen.

## Medaljtabell
*   Värdland ( Finland)
| Nr                  | Nation              | Guld | Silver | Brons | Totalt |
| ------------------- | ------------------- | ---- | ------ | ----- | ------ |
| 1                   | Sverige             | 13   | 7      | 0     | 20     |
| 2                   | Finland*            | 6    | 8      | 6     | 20     |
| 3                   | Norge               | 1    | 4      | 8     | 13     |
| 4                   | Danmark             | 0    | 1      | 3     | 4      |
| Totalt (4 nationer) | Totalt (4 nationer) | 20   | 20     | 17    | 57     |

## Resultat

### Grekisk-romersk stil
| Gren    | Guld            | Silver            | Brons            |
| 48 kg   | Hari Meriluoto  | Jonny Sundberg    | Roger Haugen     |
| 52 kg   | Kauko Naavala   | Jouko Salomäki    | Ronny Sigde      |
| 57 kg   | Benni Ljungbeck | Pertti Savolainen | Fred Holm        |
| 63 kg   | Lars Malmkvist  | Harald Hervig     | Einari Suutari   |
| 68 kg   | Pekka Hjelt     | Lars-Erik Skiöld  | Harald Madsen    |
| 74 kg   | Lennart Lundell | Tage Weirum       | Lasse Carlsen    |
| 82 kg   | Leif Andersson  | Mikko Huhtala     | Klaus Mysen      |
| 90 kg   | Frank Andersson | Keijo Manni       | Roar Arntsen     |
| 100 kg  | Tore Hem        | Stig Antonsson    | Teuvo Sillitaeae |
| +100 kg | Arne Robertsson | Einar Gundersen   | Raimo Karlsson   |

### Fristil
| Gren    | Guld             | Silver           | Brons            |
| 48 kg   | Jonny Sundberg   | Onni Luokkanen   | ----             |
| 52 kg   | Kauko Naavala    | Raimo Hilden     | Reijo Haaparanta |
| 57 kg   | Jukka Rauhala    | Stig-Åke Lundell | ----             |
| 62 kg   | Raimo Loeppoenen | Lars Malmkvist   | Morten Brekke    |
| 68 kg   | Kari Övermark    | Kenneth Karlsson | Harald Madsen    |
| 74 kg   | Lennart Lundell  | Hannu Lemettinen | Tage Weirum      |
| 82 kg   | Jarmo Övermark   | Leif Andersson   | Ove Gundersen    |
| 90 kg   | Frank Andersson  | Seppo Laitinen   | ----             |
| 100 kg  | Roland Andersson | Tore Hem         | Heikki Stark     |
| +100 kg | Arne Robertsson  | Einar Gundersen  | Markku Virtanen  |